# Dorota Czudowska
Dorota Czudowska (ur. 2 lutego 1953 w Żarach) – polska lekarka, onkolog, polityk, senator IV, VIII, IX i X kadencji (1997–2001, 2011–2023).

## Życiorys
Absolwentka liceum ogólnokształcącego w Żarach, pracowała później w lokalnych zespołach opieki zdrowotnej. Od 1974 do 1981 studiowała w Akademii Medycznej w Białymstoku. Następnie zatrudniona jako lekarz w legnickich jednostkach służby zdrowia. Uzyskała specjalizacje I i II stopnia z zakresu chorób wewnętrznych, później specjalizowała się również z onkologii klinicznej i chemioterapii. W 1992 zorganizowała w Legnicy specjalizujący się w organizacji masowych badań mammograficznych Ośrodek Diagnostyki Onkologicznej Społecznej Fundacji „Solidarność”, którego nieprzerwanie pozostaje dyrektorem. Działa w organizacjach i uczestniczy konferencjach międzynarodowych zajmujących się walką z rakiem piersi. W 1994 zainicjowała w Polsce działalność The European Breast Cancer Coalition (Europa Donna), europejskiej organizacji działającej na rzecz walki z rakiem piersi. W 1999 została prezesem Polskiego Forum Europa Donna. Należy m.in. do Polskiego Towarzystwa Onkologicznego oraz stowarzyszeń katolickich.
Pełniła funkcję senatora IV kadencji z ramienia Akcji Wyborczej Solidarność z województwa legnickiego (1997–2001). W 2004 kandydowała do Parlamentu Europejskiego z listy Inicjatywy dla Polski. W 2006 została radną sejmiku dolnośląskiego z listy Prawa i Sprawiedliwości. W 2010 uzyskała reelekcję.
W wyborach parlamentarnych w 2011 była kandydatką do Senatu z ramienia Prawa i Sprawiedliwości, uzyskała mandat senatorski, otrzymując 45 167 głosów. W 2015 i 2019 z powodzeniem ubiegała się o reelekcję (dostała odpowiednio 68 477 głosów oraz 86 312 głosów). W 2023 nie została wybrana na kolejną kadencję.

## Wyniki w wyborach ogólnopolskich
| Wybory | Komitet wyborczy  | Komitet wyborczy           | Organ                            | Okręg | Wynik           |
| ------ | ----------------- | -------------------------- | -------------------------------- | ----- | --------------- |
| 1997   |                   | Akcja Wyborcza Solidarność | Senat IV kadencji                | nr 20 | 64 228 (39,12%) |
| 2004   |                   | Inicjatywa dla Polski      | Parlament Europejski VI kadencji | nr 12 | 3180 (0,54%)    |
| 2011   |                   | Prawo i Sprawiedliwość     | Senat VIII kadencji              | nr 3  | 45 167 (29,50%) |
| 2015   | Senat IX kadencji | Prawo i Sprawiedliwość     | 68 447 (43,47%)                  | nr 3  |                 |
| 2019   | Senat X kadencji  | Prawo i Sprawiedliwość     | 86 312 (46,67%)                  | nr 3  |                 |
| 2023   | Senat XI kadencji | Prawo i Sprawiedliwość     | 78 066 (36,30%)                  | nr 3  |                 |

## Wyróżnienia
- Krzyż Zasługi PRO SYRIA[11]